# 特羅斯強卡 (弗拉基米爾-沃倫斯基區)
50°52′29″N 24°11′32″E / 50.87472°N 24.19222°E
特羅斯強卡（烏克蘭語：Тростянка），是烏克蘭西北部的村莊，隸屬沃倫州的沃洛德米爾區。該村始建於1900年，面積0.62平方公里，2001年人口174，人口密度每平方公里278.85人。